# Aleksandra Łuszczyńska
Aleksandra Ewa Łuszczyńska (ur. 15 marca 1943 w Mogielnicy, zm. 10 kwietnia 2015 w Płocku) – polska nauczycielka, magister farmacji i polityk, posłanka na Sejm IV kadencji.

## Życiorys
Córka Henryka i Eugenii. Ukończyła w 1966 studia na Wydziale Farmaceutycznym Akademii Medycznej. Uzyskiwała specjalizacje I i II stopnia z zakresu analityki klinicznej w Centrum Medycznym Kształcenia Podyplomowego. W latach 1966–1974 kierowała laboratorium w szpitalu powiatowym w Grójcu, następnie do 2001 jednostkami Wojewódzkiego Szpitala Zespolonego w Płocku. Od 1974 do 2000 prowadziła także zajęcia z hematologii w zespole szkół medycznych.
Od 1968 do rozwiązania należała do Polskiej Zjednoczonej Partii Robotniczej. Była sekretarzem podstawowej organizacji partyjnej PZPR. W latach 90. zasiadała w wojewódzkich władzach Socjaldemokracji RP. Była też wiceprzewodniczącą rady mazowieckiej Federacji Związków Zawodowych Pracowników Ochrony Zdrowia (1999–2001).
Sprawowała mandat posła na Sejm IV kadencji z okręgu płockiego, wybranego z listy Sojuszu Lewicy Demokratycznej. Pracowała w Komisji Zdrowia oraz Komisji Polityki Społecznej i Rodziny. W 2005 nie uzyskała ponownie mandatu.
W 2008 odznaczona Złotym Krzyżem Zasługi. Została pochowana na Cmentarzu w Imielnicy w Płocku.